# Очковая морская свинья
Очковая морская свинья, или антарктическая морская свинья (Phocoena dioptrica) — это редко наблюдаемое в природе животное из семейства морских свиней. Этот вид легко отличить от других морских свиней по характерным тёмным кольцам вокруг глаз, по которым животному и дано его название. Вокруг этих тёмных колец, в свою очередь, расположены более светлые кольца.

## Таксономия
Очковая морская свинья впервые была описана Ла-Хиллем в 1912. В распоряжении учёного был труп животного, найденный на берегу недалеко от Буэнос-Айреса. Позднее на острове Огненная Земля был найден череп представителя этого вида. Череп первое время считался принадлежащим другому виду, получившему предварительное название «Phocoena dioptrica», но впоследствии это животное было отождествлено с очковой морской свиньёй, а названия «Phocoena dioptrica» и «очковая морская свинья» стали синонимами. Латинское слово «dioptrica» в научном названии вида указывает на характерные для этих животных двойные кольца вокруг глаз.

## Внешний вид
Очковая морская свинья — коренастое животное с небольшой головой. Рыло тупое. На теле есть чёткие чёрные и белые отметины — чёрные на спине и белые на брюхе. Глаза чёрные, вокруг глаз белые кольца («очки»), на верхней стороне хвоста — белая полоса. Спинной плавник крупный, закруглённый. Как и у всех морских свиней, зубы у неё лопатообразные (у дельфинов же — конические). Новорождённые достигают в длину 80 см, самцы дорастают до 2,2 метра, самки немного мельче. Возраст полового созревания и продолжительность жизни не известны. Взрослые особи достигают веса в 60-84 кг.

## Питание
Очковая морская свинья питается кальмарами, рыбой, осьминогами, креветками, другими ракообразными и моллюсками.

## Поведение
Очковые морские свиньи живут в группах до 25 особей. Это быстрые и активные пловцы. Лодок обычно избегают. Вообще об их поведении известно мало, так как большая часть информации об этом виде получена при исследовании выброшенных на берег мёртвых животных.

## Ареал и численность популяции
В настоящее время считается, что очковая морская свинья распространена циркумполярно в прохладных водах субантарктического и северной части антарктического климатических поясов. Много скелетов этих животных находят на Огненной Земле, поэтому считается, что вокруг этих островов очковые морские свиньи относительно многочисленны. Также этих животных можно встретить у побережья Бразилии, Фолклендских островов, острова Южная Георгия (Атлантика); у берегов Окленда, Тасмании и южной Австралии (Тихий океан); около острова Херд и архипелага Кергелен (Индийский океан). Очень редко можно встретить отдельных особей в открытом море. На юг этот вид доходит до пролива Дрейка (58 градусов ю. ш.).

Численность вида в настоящее время не известна. В списках МСОП очковая морская свинья отмечается как «вид, об охранном статусе которого собрано недостаточно информации».